# Pictetia mucronata
Pictetia mucronata là một loài thực vật có hoa trong họ Đậu. Loài này được (Griseb.) Beyra & Lavin miêu tả khoa học đầu tiên.